# Избирательные собрания Французской Республики
Избирательные собрания Французской Республики (электоральные ассамблеи, фр. Assemblées électorales) — органы управления Французской Республики в 1793—1797 годах.

## История
Созданы на основании Конституции Французской Республики 1793 года. Существование Избирательных собраний предусматривалось Конституцией Французской Республики 1795 года. В Конституции Французской Республики 1799 года они не предусматривались.

## Состав
Избирательные собрания Французской Республики состояли из избирателей (électeur) или членов Избирательных Собраний (Les membres des Assemblées électorales), численность которых была неопределённой (Конституция Французской Республики 1793 года, артикль 37 и Конституция Французской Республики 1795 года, артикль 33).

## Избрание
Избирательные собрания Французской Республики избирались Первичными Собраниями Французской Республики, сроком на один год, при переизбрании через два года (Конституция Французской Республики 1793 года, артикль 37 и Конституция Французской Республики 1795 года, артикль 33).

## Квалификация
Избирателем может быть избран французский гражданин старше 25 лет и удовлетворяющих имущественному цензу (Конституция Французской Республики 1795 года, артикль 35)

## Сессия избирательного собрания
Избирательное собрание собирался 20 жерминаля каждого года и заканчивался не раннее чем через 10 дней (Конституция Французской Республики 1795 года, артикль 36)

## Компетенция
- Избрание Законодательного Корпуса (Конституция Французской Республики 1795 года, артикль 41, пункт 1)
- Избрание центральной администрации (Конституция Французской Республики 1795 года, артикль 41, пункт 4)
- Избрание Кассационного Суда (Конституция Французской Республики 1795 года, артикль 41, пункт 2)
- Избрание верховных заседателей (Конституция Французской Республики 1795 года, артикль 41, пункт 3)
- Избрание председателя, общественного обвинителя и писаря уголовного суда (Конституция Французской Республики, артикль 42, пункт 5)
- Избрание судей гражданского суда (Конституция Французской Республики, артикль 42, пункт 6)

## Обжалование решений избирательного собрания
Решения избирательного собрания могли быть обжалованы перед Законодательным Корпусом (Конституция Французской Республики, артикль 43)